# Haruna (Schiff, 1915)
Die Haruna (jap. 榛名) war ein Kriegsschiff der japanischen Marine im Ersten und Zweiten Weltkrieg. Fertiggestellt als Schlachtkreuzer der Kongō-Klasse wurde es später zu einem Schnellen Schlachtschiff umgebaut. Benannt war es nach dem Berg Haruna nahe der Stadt Shibukawa.

## Einsatzgeschichte

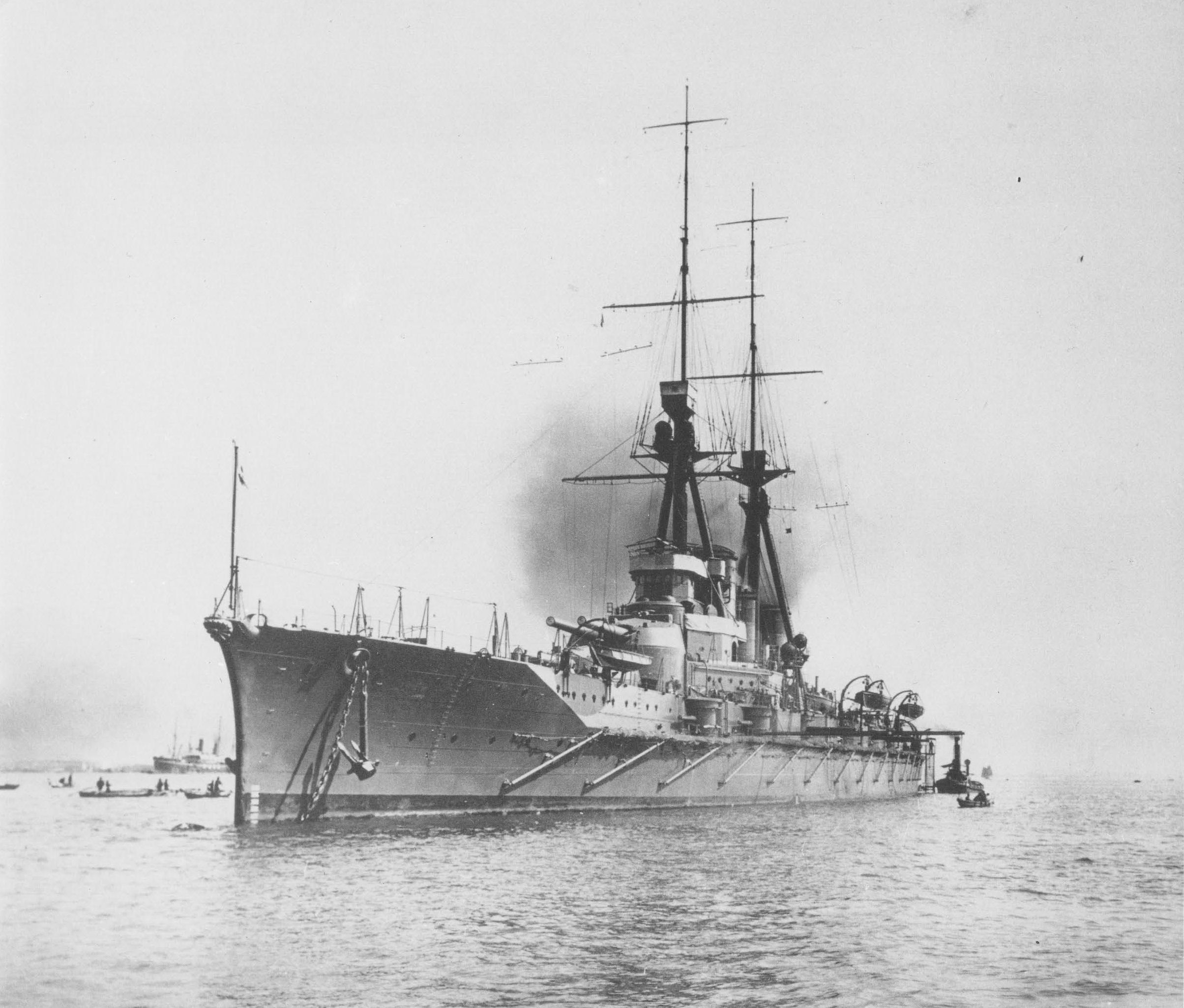
Die Haruna im Jahr ihrer Indienststellung 1915 als Schlachtkreuzer.

Im Ersten Weltkrieg wurde die Haruna im Sommer 1917 im Südpazifik durch Minentreffer beschädigt. Die Mine war höchstwahrscheinlich vom deutschen Handelskreuzer Wolf gelegt worden.
Im Jahre 1920 wurden bei einer Geschützturm-Explosion fünf Seeleute getötet.
Nach ereignislosen Einsätzen vor der chinesischen Küste wurde die Haruna 1927/28 zum Schlachtschiff umgebaut.
Nach Japans Austritt aus dem Völkerbund 1933 erfolgte 1933/34 der Umbau zum Schnellen Schlachtschiff. Es wurden eine Reihe von Neuerungen eingeführt: Unter anderem wurden mehrere Plattformen über dem Brückenaufbau am vorderen Mast hinzugefügt, so dass der typische Pagodenmast entstand. Neben einer neuen Gefechtsbrücke, Kompassbrücke und Einrichtungen zur Nahbereichsfeuerleitung wurde auch ein neuer Entfernungsmesser installiert. In den Jahren 1936–1938 war der spätere Admiral Itō Seiichi Kommandant des Schiffes.

### Angebliche Versenkung
Im Dezember 1941, nur wenige Tage nach dem Angriff auf Pearl Harbor, verkündete das US-amerikanische Kriegsministerium, die Haruna sei nördlich von Luzon versenkt worden. Der 25-jährige Captain Colin Kelly der USAAF habe, so wurde in einer Nachricht von Douglas MacArthur berichtet, das Schlachtschiff mit seiner Boeing B-17 am 10. Dezember 1941 entdeckt und drei Bombentreffer erzielt, die das Kriegsschiff brennend und hilflos zurückließen. Basierend auf Kellys Funkmeldung wurde die Versenkung von den Amerikanern angenommen, obwohl die B-17 tatsächlich nur die Ashigara ergebnislos bombardiert hatte. Kellys Flugzeug wurde auf dem Rückflug nach Clarks Field von japanischen Jagdflugzeugen abgefangen und abgeschossen, wobei Kelly selbst ums Leben kam.
In der Öffentlichkeit kursierten auch noch weiter übertriebene Berichte, nach denen Kelly gar sein Flugzeug absichtlich in den Schornstein der Haruna gerammt hätte, um sie so zu versenken.

### Philippinen und Ceylon
Die Haruna war 1942 zunächst Teil der Sicherungsgruppe von Vizeadmiral Kondō, welche die Landungen auf den Philippinen unterstützte. Später war sie mit der Kampfgruppe eingesetzt, welche die japanische Landungsunternehmen in Niederländisch-Indien absichern sollte. Im April 1942 nahm die Haruna am Angriff japanischer Marineeinheiten auf britische Schiffe und Einrichtungen auf der Insel Ceylon teil. Ein Aufklärungsflugzeug der Haruna entdeckte im Zuge dieser Operation den britischen Flugzeugträger Hermes und führte die Bomberstaffeln der japanischen Flugzeugträger zu ihrem Ziel.

### Midway und Guadalcanal
Im Juni 1942 war sie als Nahsicherung für die Trägerkampfgruppe in der Schlacht um Midway eingesetzt. Sie wurde zum Ziel mehrerer Luftangriffe durch land- und seegestützte US-Flugzeuge, wobei sie leicht beschädigt wurde. Sie übernahm später den Großteil der von den Zerstörern geretteten Seeleute der versenkten japanischen Flugzeugträger.
Im Oktober 1942 beschoss sie das Flugfeld auf Guadalcanal gemeinsam mit der Kongō. Beide Schiffe beschossen das Flugfeld 80 Minuten mit zusammen etwa 900 35,6-cm-Granaten, wobei sie schwere Schäden anrichteten.
Im gleichen Monat nahm die Haruna als Sicherungsschiff an der Schlacht bei den Santa-Cruz-Inseln teil. Später war sie als Teil der Fernsicherung für die Evakuierung japanischer Truppen nach der Schlacht um Guadalcanal eingesetzt.

### Philippinensee
1943 erfolgte dann ihre Aufrüstung in Kure mit Radar Typ 21 (das 1944 ergänzt wurde durch zwei Typ 22, zuletzt auch als Serie Kai4S zur Feuerleitung geeignet, und zwei Typ 13, sowie passive Warnsysteme E-27), mit zusätzlichen Flugabwehrgeschützen (zwei weitere 12,7-cm-Zwillingslafetten im Austausch gegen sechs abgegebene 15,2-cm-Kanonen, sowie zahlreichen 2,5-cm-Waffen) und einer Verstärkung des Panzerschutzes an der Ruderanlage. Während der Schlacht in der Philippinensee erhielt die Haruna zwei schwere Bombentreffer, blieb jedoch einsatzfähig.

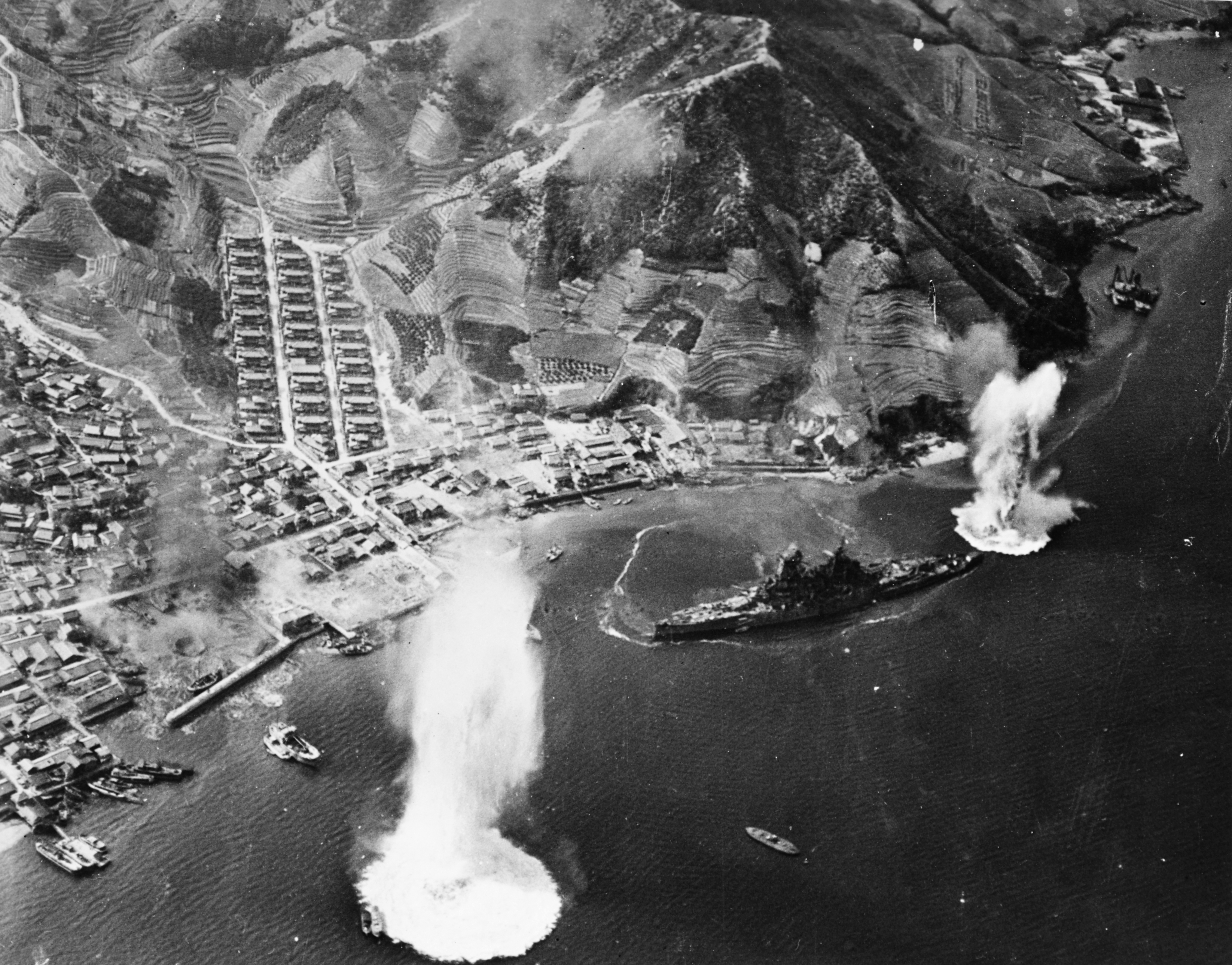
Das Schlachtschiff Haruna im Hafen von Kure unter heftiger Bombardierung

### Leyte
In der See- und Luftschlacht im Golf von Leyte als Teil von Admiral Kuritas Schlachtschiffgruppe eingesetzt, wurde die Haruna beim Anmarsch ins Kampfgebiet von Trägerflugzeugen angegriffen und leicht beschädigt. Zusammen mit ihrem Schwesterschiff Kongō und der Yamato beschoss sie die US-amerikanischen Geleitflugzeugträger von Admiral Sprague in der Schlacht vor Samar.
Durch einen Navigationsfehler lief sie später auf eine Sandbank auf und musste bis Januar 1945 repariert werden. Als die Haruna wieder einsatzbereit war, hatte sich die Treibstoffversorgung derart verschlechtert, dass sie nie wieder an längeren Operationen teilnehmen konnte.

### Untergang

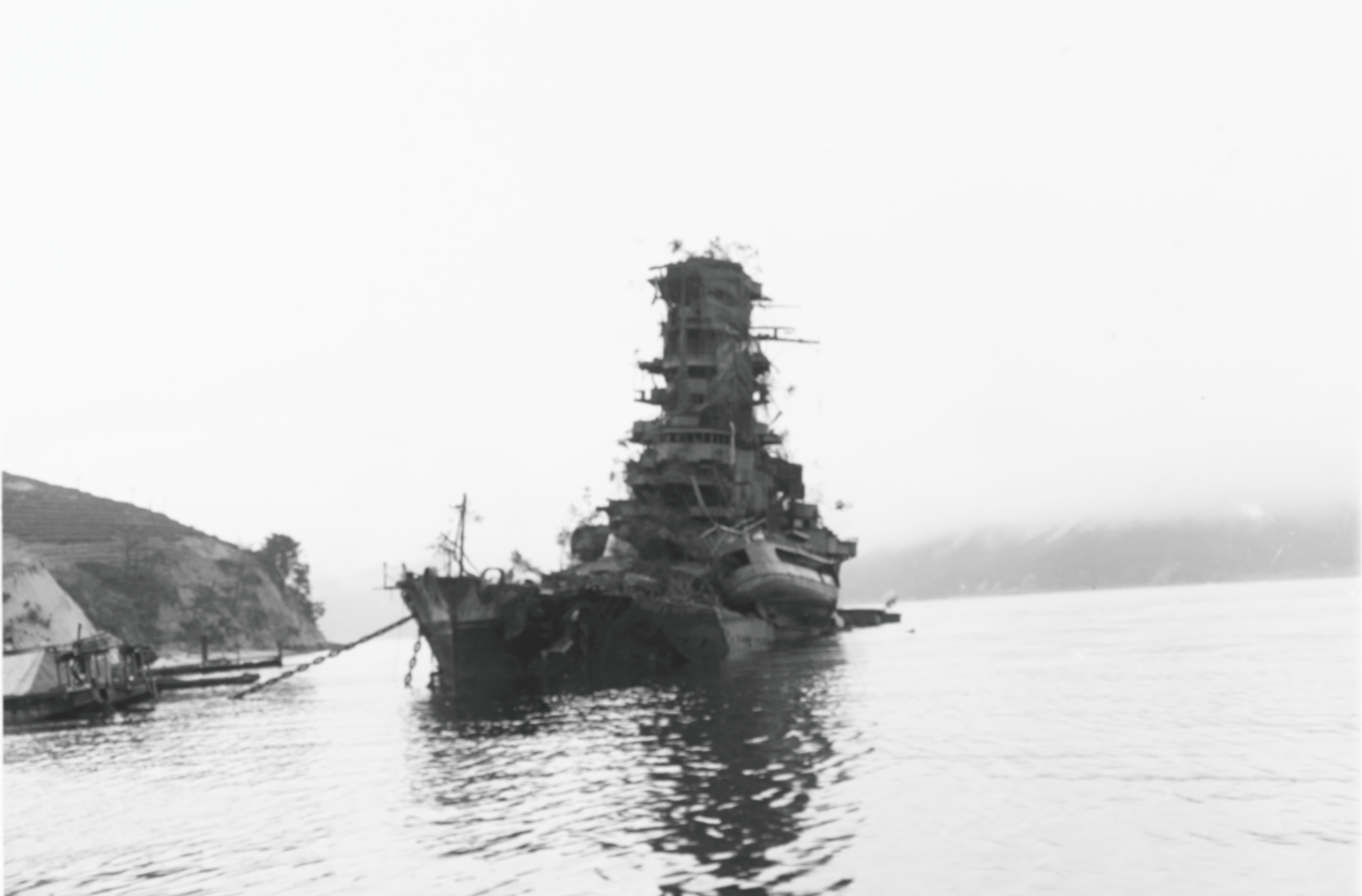
Die Haruna liegt 1945 gesunken an ihrem Ankerplatz bei Kure

Durch den Treibstoffmangel bewegungsunfähig, wurde das Schiff am 19. März 1945 von einer Fliegerbombe auf dem Achterdeck getroffen, deren Explosion ein Loch von rund vier Metern Durchmesser in die Beplankung riss. Der Schaden wurde durch ein mit Segeltuch bespanntes Holzgerüst provisorisch abgedichtet.
Am 24. Juli 1945 wurde sie an ihrem Ankerplatz bei Etajima trotz verschiedener Tarnmaßnahmen das Ziel mehrerer Luftangriffe durch US-Trägerflugzeuge und landgestützte Bomber, die von Okinawa aus operierten. Das Schiff erhielt dabei zahlreiche Treffer. Eine 500-lbs-(226-kg)-Bombe traf den Aufbau unmittelbar vor dem hinteren Schornstein, durchschlug zwei Decks, bevor ihr Verzögerungszünder sie zur Explosion brachte. Die Bodenplatten eines Decks wurde durch die Explosion nach oben gedrückt und ein Loch von drei Metern Durchmesser in das Wetterdeck gerissen. Der Schaden war jedoch nicht kritisch. Die nächsten beiden Bomben waren 1000-lbs-(454-kg)-Bomben mit Verzögerungszünder. Sie trafen das Wetterdeck an Backbord, eine auf Höhe von Turm C, die andere 12 Meter davon entfernt. 23 Meter des Decks wurden aufgerissen und ein Teil der Bordwand des Rumpfes auf den unteren Decks aufgerissen.
Ein weiterer Angriff am 28. Juli führte zu neun weiteren Treffern. Sieben dieser Bomben waren mit Aufschlagzündern versehen. Zwei 500-lbs-(226-kg)-Bomben richteten keinen nennenswerten Schaden an, drei weitere schlugen an steuerbord neben dem Brückaufbau auf das Deck und zerstörten die dortigen 2,5-cm-Flugabwehrwaffen Typ 96 und beschädigten Feuerleitgeräte im Brückenaufbau. Eine traf die Spitze des vorderen Schornsteins und richtete minimalen Schaden an, die letzte explodierte beim Aufschlag auf dem Dach des hinteren Aufbaus und zerstörte das Feuerleitgerät und einige Flugabwehrwaffen.
Zwei Volltreffer durch 1000-lbs-(454-kg)-Bomben mit Verzögerungszündern brachten das Schiff schließlich zum Untergang. Eine durchschlug das Deck, knapp achtern von Turm C, explodierte auf Höhe der Wasserlinie und ihre Splitter durchlöcherten die Bordwand. Die zweite traf knapp vor Turm C keinen Meter von der Außenkante des Wetterdecks entfernt und drang tief ins Schiff ein, bevor sie explodierte. Die Bordwand wurde unterhalb der Wasserlinie aufgerissen und das Schiff bekam Schlagseite nach backbord. Die Schlagseite brachte die Löcher, die nach dem Angriff vom 24. Juli noch oberhalb des Wassers gelegen hatten, unter Wasser, so dass das Heck des Schlachtschiffs voll lief und auf den Grund sackte. Das Schiff wurde schließlich von der Besatzung aufgegeben.
Das in flachem Wasser gesunkene Schiff konnte 1946 abgewrackt werden.

## Liste der Kommandanten
| Nr. | Name                                            | Beginn der Amtszeit | Ende der Amtszeit  | Bemerkungen                                                         |
| --- | ----------------------------------------------- | ------------------- | ------------------ | ------------------------------------------------------------------- |
| 1.  | Kapitän zur See Funakoshi Kajishiro             | 19. April 1915      | 13. Dezember 1915  | seit 15. Dezember 1913 mit der Baubelehrung betraut                 |
| 2.  | Kapitän zur See Nunome Mitsuzo                  | 13. Dezember 1915   | 1. Dezember 1916   |                                                                     |
| 3.  | Kapitän zur See Hyakutake Saburō                | 1. Dezember 1916    | 15. September 1917 |                                                                     |
| 4.  | Kapitän zur See Taniguchi Naomi                 | 15. September 1917  | 1. Dezember 1917   |                                                                     |
| 5.  | Kapitän zur See Graf Sano Tsuneha               | 1. Dezember 1917    | 20. November 1919  |                                                                     |
| 6.  | Kapitän zur See Oishi Shokichi                  | 20. November 1919   | 20. November 1920  |                                                                     |
| 7.  | Kapitän zur See Omi Heishiro                    | 20. November 1920   | 20. November 1921  |                                                                     |
| 8.  | Kapitän zur See Ueda Kichiji                    | 20. November 1921   | 1. Juli 1922       |                                                                     |
| 9.  | Kapitän zur See Koyama Takeshi                  | 1. Juli 1922        | 10. November 1922  |                                                                     |
| -   | Kapitän zur See Mori Hatsuji                    | 10. November 1922   | 1. Dezember 1922   | Kommandant der Asahi, mit der Wahrnehmung der Geschäfte betraut     |
| 10. | Kapitän zur See Koizumi Chikaharu               | 1. Dezember 1922    | 1. Dezember 1923   |                                                                     |
| 11. | Kapitän zur See Hitsuda Kesaichi                | 1. Dezember 1923    | 15. April 1924     |                                                                     |
| 12. | Kapitän zur See Ugawa Wataru                    | 15. April 1924      | 1. September 1924  |                                                                     |
| 13. | Kapitän zur See Tamura Hiroaki                  | 1. September 1924   | 1. Dezember 1924   |                                                                     |
| 14. | Kapitän zur See Kondo Naokata                   | 1. Dezember 1924    | 10. Juli 1925      |                                                                     |
| 15. | Kapitän zur See Ishikawa Kiyoshi                | 10. Juli 1925       | 1. Dezember 1926   |                                                                     |
| 16. | Kapitän zur See Mashiko Rokuya                  | 1. Dezember 1926    | 1. Dezember 1927   |                                                                     |
| -   | Kapitän zur See Torin Iwajiro                   | 1. Dezember 1927    | 28. Dezember 1927  | Kommandant der Yamashiro, mit der Wahrnehmung der Geschäfte betraut |
| 17. | Kapitän zur See Isumi Kizo                      | 28. Dezember 1927   | 10. Dezember 1928  |                                                                     |
| 18. | Kapitän zur See Goto Akira                      | 10. Dezember 1928   | 30. November 1929  |                                                                     |
| 19. | Kapitän zur See Arichi Jugoro                   | 30. November 1929   | 10. Februar 1931   |                                                                     |
| 20. | Kapitän zur See Baron Sonoda Minoru             | 10. Februar 1931    | 1. Dezember 1931   |                                                                     |
| 21. | Kapitän zur See Sumiyama Tokutarō               | 1. Dezember 1931    | 15. November 1932  |                                                                     |
| 22. | Kapitän zur See Katagiri Eikichi                | 15. November 1932   | 15. November 1933  |                                                                     |
| 23. | Kapitän zur See Mito Shunzo                     | 15. November 1933   | 16. April 1935     |                                                                     |
| 24. | Kapitän zur See Iwashita Yasutaro               | 16. April 1935      | 28. Oktober 1935   |                                                                     |
| 25. | Kapitän zur See Ozawa Jisaburō                  | 28. Oktober 1935    | 1. Dezember 1936   |                                                                     |
| 26. | Kapitän zur See Itō Seiichi                     | 1. Dezember 1936    | 15. November 1937  |                                                                     |
| 27. | Kapitän zur See Oshima Kenshiro                 | 15. November 1937   | ?                  |                                                                     |
| -   | Kapitän zur See Mizuno Junichi                  | 9. März 1938        | 15. Juli 1938      | Kommandant der Akagi, mit der Wahrnehmung der Geschäfte betraut     |
| 28. | Kapitän zur See Fujita Risaburo                 | 15. Juli 1938       | 18. Mai 1939       |                                                                     |
| 29. | Kapitän zur See Nishimura Shōji                 | 18. Mai 1939        | 1. November 1940   |                                                                     |
| 30. | Kapitän zur See Kimura Susumu                   | 1. November 1940    | 20. August 1941    |                                                                     |
| 31. | Kapitän zur See / Konteradmiral Takama Tamotsu  | 20. August 1941     | 20. Juni 1942      |                                                                     |
| 32. | Kapitän zur See / Konteradmiral Ishii Keishi    | 20. Juni 1942       | 14. Juni 1943      |                                                                     |
| 33. | Kapitän zur See Morishita Nobue                 | 14. Juni 1943       | 25. Januar 1944    |                                                                     |
| 34. | Kapitän zur See / Konteradmiral Shigenaga Kazue | 25. Januar 1944     | 20. Dezember 1944  |                                                                     |
| 35. | Kapitän zur See Yoshimura Matake                | 20. Dezember 1944   | 24. Juli 1945      |                                                                     |